# Pampán
Pampán es una ciudad venezolana ubicada al centro del Estado Trujillo, Venezuela. Es un pueblo agrícola, capital del Municipio Pampán, del estado Trujillo, en Venezuela. Se destaca por la producción de piñas y la Cuenca la Catalina.

## Historia
Su data auténtica de su fundación se argumenta en que el Cabildo, Justicia y Regimiento de la ciudad de Trujillo hubo donado las tierras de Pampán al Licenciado Don Alonzo Sánchez de Aponte, para que hiciese ranchos en ellas; y que para ese año (1679) había ya cinco estancias, cuyos dueños —Don Roque de Quesada y Don Juan Fernández Saavedra (alférez y capitán respectivamente), Doña Ana de Saavedra, Doña Mariana y Doña Catalina Soler— atendían desde allí, con sus esclavos, el esquilmo de los ganados del ejido y el beneficio de las tierras cosecheras (Fundaciones del Convento de Regina Angelorum – Archivo de la Vicaría– Escaparate Au revoir), que luego se convirtió en punto de referencia para los comerciantes que recorrían los Andes venezolanos.
Sin embargo, se debe señalar que ya Pampán existía anteriormente, por cuanto allí estuvo asentada la ciudad de Trujillo con el nombre de "Trujillo de Medellín" desde el año 1565. Por lo tanto, Pampán, como muchas ciudades del estado Trujillo, no cuenta con una relación histórica o cadena documental que precise el hecho fundacional, por lo que podría también considerarse una población cuatricentenaria.
Esta es la cuarta ciudad más importante del estado Trujillo, al saber esto, el notable escritor trujillano, Don Gilberto Quevedo Segnini, al referirse a su ciudad natal, nos dice: 

Don Quevedo: Si bien es ahora cuando por el número de sus habitantes se puede señalar a Pampán como cuarto núcleo urbano del Estado, su intensa vida cultural y social desde el siglo pasado ha ido muy pareja a la de otras poblaciones trujillanas.

La ciudad padeció el paludismo de más allá de Monay y Los Andes. A pesar de las epidemias y otras calamidades, la población del municipio ha crecido hasta hoy, con sus famosas piñas y su pujante agricultura sin descartar una rica historia relacionada con la independencia de Venezuela.
En este municipio se encuentra la villa de Santa Ana, donde ocurrió el histórico Abrazo de Bolívar y Morillo, acontecimiento que tuvo lugar el 26 de noviembre de 1820 después de la firma del Tratado de Armisticio y Regularización de la Guerra ratificado por el General Pablo Morillo que representaba al Reino de España y el libertador Simón Bolívar por la Gran Colombia durante la Guerra de Independencia Suramericana

## Geografía
El Municipio Pampán geográficamente está ubicado en el corazón del Estado Trujillo, ya que en el mapa del estado esta en el centro del territorio.Tiene cuatro vías de acceso que convergen en el punto denominado “el Cruce” donde confluyen las carreteras que comunican al estado con el Zulia, por el norte desde Agua Viva, por el oriente la carretera que va al estado Lara , por el sur la carretera que conduce a Boconó y el Estado Portuguesa y al occidente la vía que conduce a Trujillo (la Capital del Estado) y la ciudad de Valera.
El municipio consta de cuatro parroquias: La Paz, la más pujante, con 22 234 habitantes, por supuesto la más poblada, esta parroquia comienza en el sector Santa Lucia de Monay y termina en el sector puente Blanco de Monay. Parroquia Pampán, capital del Municipio y asiento de los poderes Municipales, comienza sus límites con el municipio Pampanito en el sector denominado Mucuche, famoso por los pollos a la brasa y mojito trujillano, su población es escasa, solo posee 5 423 habitantes. La Parroquia Flor de Patria es la segunda más poblada del municipio tiene aproximadamente 18 526 habitantes y es famosa por la torrefactora del Café Flor de Patria. La Parroquia La Paz justamente en el sector Puente Blanco y la Parroquia Santa Ana, la joya histórica y escondida del Municipio, posee clima propio de la cordillera Andina 

### Clima
El clima es variado, y depende de la altitud que presentan sus parroquias, Parroquia Santa Ana (frío); parroquia Pampán (moderadamente cálido), parroquia Flor de Patria (moderadamente cálido), parroquia La Paz (cálido). La temperatura ambiente puede oscilar entre 16 y 25 °C en la temporada lluviosa y puede variar entre 25 y 35 °C en los meses secos.

## Economía

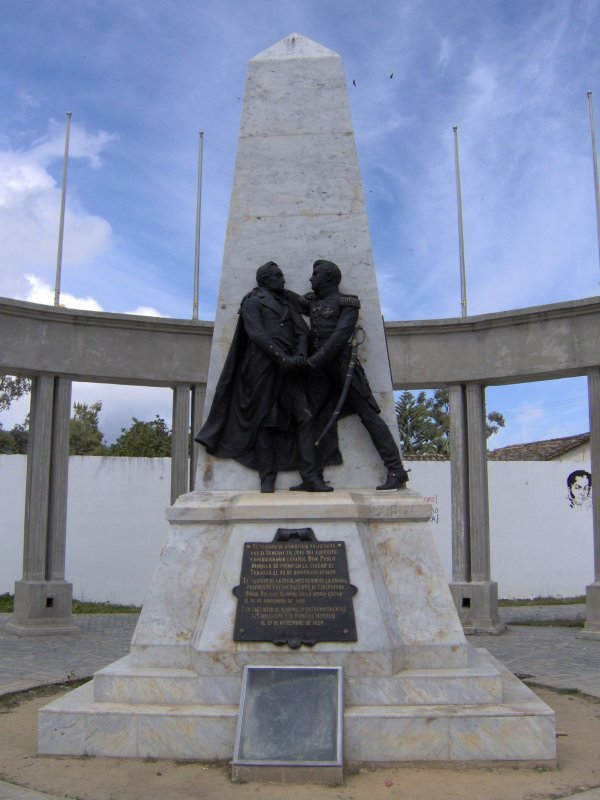
Monumento en Santa Ana de Trujillo al abrazo de Morillo y Bolívar.

La economía municipal es casi totalmente dedicada a la agricultura, una de sus muestras más famosas son sus piñas de gran tamaño, buen sabor y madurez excelente. El turismo crece también, un buen lugar para visitar es el museo de antigüedades Karolay y Santa Ana de Trujillo entre otros lugares.

## Cultura
La cultura de Pampán es de un carácter totalmente alegre y festivo, para ver sus tradiciones más específicamente:

### Fiestas
Las fiestas de Pampán son casi todas son fiestas cristianas y son las siguientes:
- 14 de enero celebración de la Misa en honor al “Niño Jesús”.

- Fiestas patronales en Honor al Niño Jesús desde el 09 al 15 de enero aproximadamente, Romería de San Benito, Toros Coleados.

- Celebración de la Semana Santa, Procesión del Santo Sepulcro (vigilia en El Calvario).

- 3 de mayo, velorio a la Santa Cruz.

- Finales de junio o principios de julio, días después de la misa en Siquisay peregrinación y misa de la Santísima Trinidad, en el Centro El Misterio, por devoción del Sr. Andrés Díaz.

- 18 de noviembre, misa en honor a la Patrona de Pampán Nuestra Señora de la Chiquinquirá.

- 16 al 24 de diciembre, misas de aguinaldos.es necesario resaltar que unas de las parroquias con más desarrollo en infraestructura, economía, densidad poblacional ha sido Monay capital de la parroquia La Paz del municipio Pampán allí se celebran en el mes de enero las ferias en honor a la Virgen de La Paz, además de las famosas locainas, paraduras del niño en el mes de diciembre. Posee una buena red hotelera y servicios de restaurant.

## Medios
El municipio Pampán cuenta con prensa escrita "La Voz de Pampán" y los medios impresos regionales y nacionales. También cuenta con varias emisoras comunitarias como lo son MONAY-95.5 FM. RETAZOS 105.1 FM. ESPACIO 97.3 FM, OASIS 103.3FM, Voz de Dios 106.2 Fm ; Tv Monay Canal 03